# Daisuke Tsuji
Pour les articles homonymes, voir Tsuji.
Daisuke Tsuji, né le 4 août 1981 à Koweït (Koweït), est un acteur nippo-américain.

## Biographie
Daisuke Tsuji est né à Koweït de parents japonais, là où son père, Hirohiko Tsuji, y travaillait en tant qu'architecte au moment de sa naissance. Sa famille déménage ensuite à Chiba, au Japon lorsqu'il a deux ans, pour ensuite emménager en Californie, dans la ville de Sacramento à ses huit ans.
Il a un frère Hisayasu Tsuji.

## Filmographie

### Cinéma
- 2006 : Lettres d'Iwo Jima : soldat

### Télévision
- 2014 : Homemade Movies : Dr. Ishiro Serizawa
- 2015 : Blacklist : Carl cambodgien
- 2015 : Le Maître du Haut Château : Prince Héritier Akihito (saison 1)
- 2017 : Brockmire : Yoshi Takatsu (5 épisodes)
- 2019 : Love, Death & Robots : Adjudant-chef Lee
- 2021 : Amphibia : Capitaine Bufo
- 2021 : NCIS: Hawaiʻi : Earl
- 2021 : Invasion : Kaito Kawaguchi (9 épisodes)[2]

### Jeux vidéos
- 2017 : Prey : Voix diverses (voix)
- 2018 : Prey : Mooncrash : Li Phang / Ken Mizuki / Chao Wei (voix)
- 2018 : Call of Duty: Black Ops IIII : Reconnaissance spécialisée (voix)
- 2019 : Death Stranding : Le musicien (voix)
- 2020 : Ghost of Tsushima : Jin Sakai / Jin jeune (voix et motion capture)[3]
- 2021 : My Loft : Master Eizo (voix)
- 2022 : naraka bladepoint : takeda nobutada (voix)
- 2023 : Mortal Kombat 1 : Scorpion (voix)